# Engomi
Engomi (griechisch Έγκωμη Egkomi; türkisch Engomi oder Enkomi) ist eine Stadt, ein Vorort und eine Gemeinde von Nikosia auf Zypern.
Der Name von Engomi stammt von den Wörtern Nea Komi (neue Stadt) ab. Anfangs hieß es „Negomi“, aber schließlich wurde der Name zu „Engomi“.

## Geographie

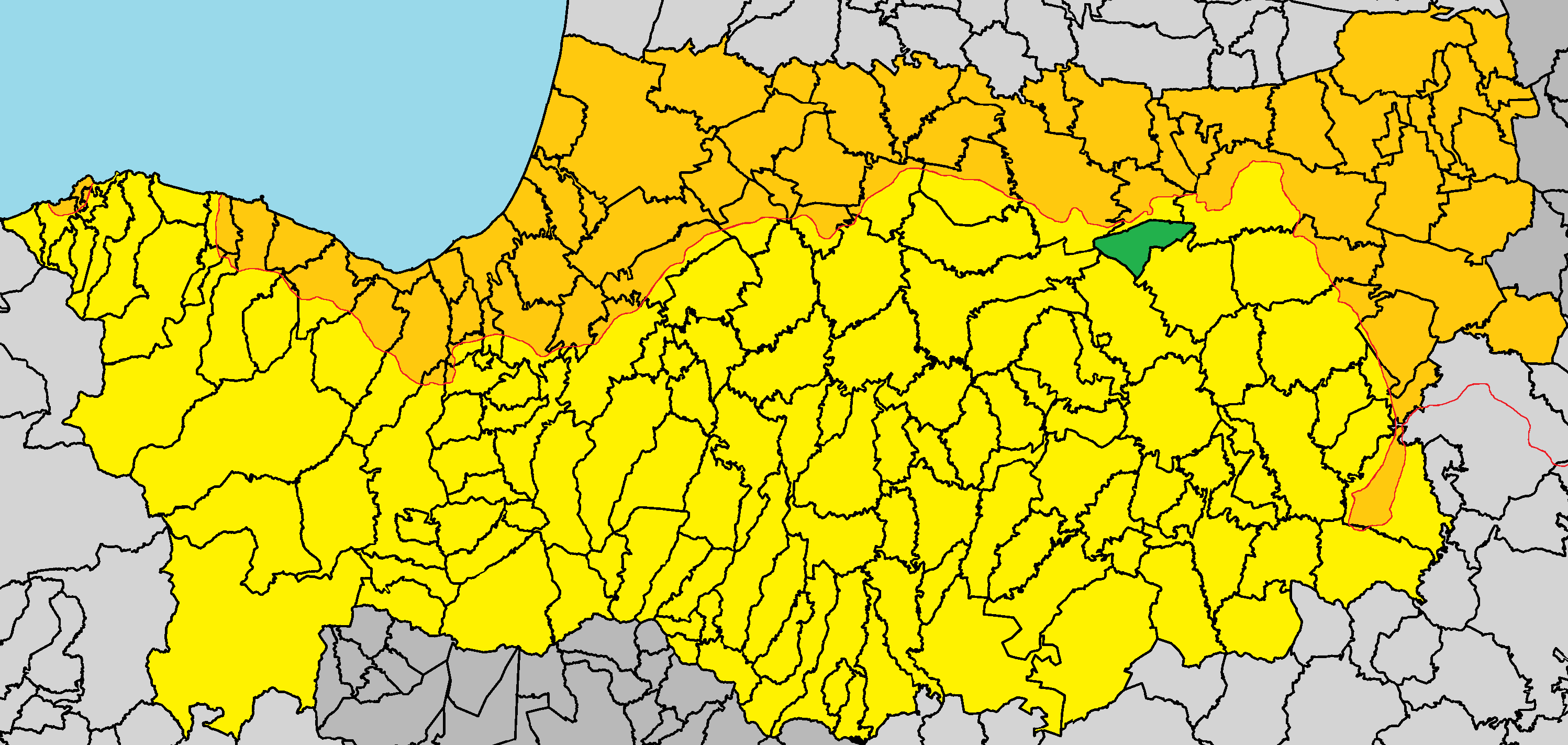
Lage im Bezirk Nikosia

Engomi liegt im Bezirk Nikosia auf Zypern 3 Kilometer südwestlich der Hauptstadt Nikosia mit einer Verwaltungsfläche von etwa 9,5 Quadratkilometern. Östlich fließt der Fluss Pedieos, im Westen von Engomi befindet sich der Fluss Klimis und weiter entfernt Richtung Westen befindet sich der ehemalige Flughafen von Nikosia. Nördlich befindet sich Agios Dometios, östlich Nikosia, südöstlich Strovolos, südlich Lakatamia, westlich Paleometocho und nordwestlich Gerolakkos.
Ein Teil des Verwaltungsgebiets der Gemeinde liegt seit der türkischen Invasion Zyperns in der UN-Pufferzone.

## Geschichte
Im Jahr 1567 entstand vermutlich Egomi, nach dem Abriss von Häusern und rund 80 Kirchen und Klöstern außerhalb der Mauern von Nikosia, die Venezianer die neuen Mauern um Nikosia bauten. Als die alten Mauern abgerissen und die neuen Mauern errichtet wurden, wurde der Umfang von 6,4 km (4 Meilen) auf 4,8 km (3 Meilen) reduziert, damit wollte man ihre Verteidigungsfähigkeit stärken und die Anzahl der für ihre Besetzung erforderlichen Soldaten begrenzen. Die obdachlosen Bewohner der abgerissenen Siedlungen wurden in südwestliche Richtung von Nikosia aus gebracht, etwa 2,4 km (1,5 Meilen) von der neuen Stadtmauer und etwa 0,80 km (0,5 Meilen) entfernt von dem bestehenden Dorf St. Dometios. Gemeinsam mit Bauern aus der Umgebung gründeten sie Engomi.
Zur Zeit der osmanischen Herrschaft war es ein ländlicher Ort. Die Einwohner betrieben meist Landwirtschaft und Viehzucht. Einige der Bewohner waren auch beispielsweise als Handwerker, Tischler oder Schneider tätig.
Im Februar des Jahres 1986, nach einer Volksabstimmung, wurde Engomi zur Gemeinde erklärt.

## Bevölkerung
Bei der letzten Bevölkerungszählung im Jahr 2021 wurden 20.504 Einwohner gezählt.

## Politik

### Bürgermeister
Die Bürgermeister der Gemeinde Engomi waren:
- Michalakis Zivanaris (1986–1991)
- Petros Stylianou (1992–1996)
- Ioannis Kallis (1997–2001)
- Nikos Pavlidis (2002–2011)
- Zacharias Kyriakou (ab 2012)

### Gemeindepartnerschaften
Engomi hat Gemeindepartnerschaften mit:
- Ithaka (Griechenland)
- Eordaia (Griechenland)
- Chania (Griechenland)
- Arbat (Stadtteil) von Moskau (Russland)

## Kultur und Sehenswürdigkeiten

### Museen
- Das Cyprus Museum ist das größte archäologische Museum auf Zypern. Hier befindet sich beispielsweise die „Götterfigur mit Hörnern“, das „Archaische Kriegerplastik“ und die „Bronzestatue des Septimius Severus“.[5]

### Bauwerke
- Die Park Central Residenzen sind zwei fünf stöckige Gebäude mit typischer modernen Architektur.[9]

### Parks
- Der Engomi Park ist ein gartenähnlicher Park im Nordosten von Engomi. Nordöstlich befindet sich der Eleon Tennis Club.
- Der Engomi Public Park ist ein Hundepark im Norden von Engomi. Südlich von ihm befindet sich ein privates Krankenhaus.

### Sport
Die Sporthalle Eleftheria, die Sporthalle Leukothea, das Sportzentrum Makario, das nationale Sportgelände Tasos Papadopoulos und der Tennisplatz Eleon Tennis Club befinden sich in Engomi.